# エドマンド・ウィルソン

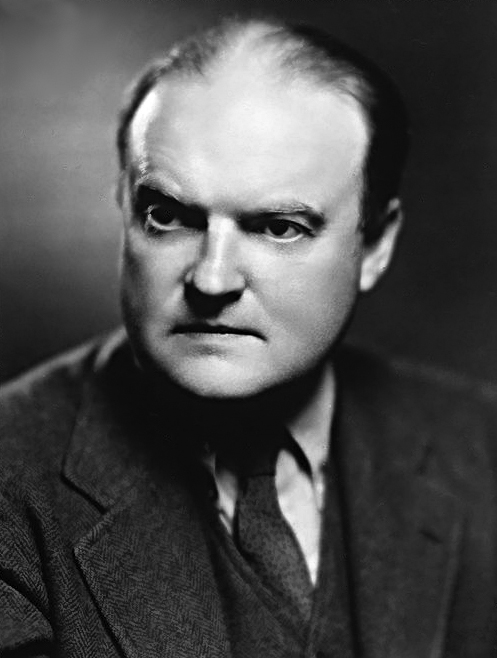
エドマンド・ウィルソン

エドマンド・ウィルソン・ジュニア（Edmund Wilson, Jr., 1895年5月8日 - 1972年6月12日）は、アメリカの著述家、文芸批評家、作家。20世紀アメリカを代表する文芸批評家の一人に数えられる。

## 経歴
1895年、ニュージャージー州レッドバンクにて、父エドマンドと母ヘレン・マーサーのもとに生まれる。1912年、プリンストン大学に入学し、クリスチャン・ゴースのもとで文学を学ぶ。1916年、プリンストン大学を卒業し、ニューヨークの「イヴニング・サン」紙記者として文筆活動を開始。1917年には第一次世界大戦での軍務につき、軍病院に配属されてフランスに派遣された（のちに情報部に転属）。
1919年、ニューヨークに戻り、1920年に『ヴァニティ・フェア』誌の編集部（21年まで）、ついで1921年からは『ニュー・リパブリック』誌の編集部に加わり、以後19年間に渡って文芸欄などを担当し同誌で重要な役割を果たす。1922年には最初の著書であるThe Undertaker's Garland（John Peale Bishopとの共著、詩集）を出版、翌1923年には同僚マルカム・カウリーの同級生であった「プロヴィンスタウン・プレイハウス」の女優、メアリー・ブレアと結婚する。1929年には神経衰弱に陥りサナトリウムに入り、同年ブレアと離婚。1931年には主著となる『アクセルの城』を発表し、これによって文芸批評家としての地位を確立した。1933年、一時離職していた『ニュー・リパブリック』誌に戻り、翌1934年には同誌に『フィンランド駅へ』の第1章となるべき記事を発表。1935年にはグッゲンハイム奨学金を得てロシアへと渡った。1938年、作家・文芸批評家のメアリー・マッカーシーと再婚し、長男ルーエルが生まれる。
1941年には第二次世界大戦に対する姿勢の食い違いから『ニュー・リパブリック』誌を辞し、1943年から1944年にかけ『ニューヨーカー』で、書評家として常連寄稿を開始（1966年まで、後任はジョージ・スタイナー）。1946年、マッカーシーと離婚し、エレーナ・ソーントン・マームと再婚。
1954年には死海文書の取材のためイスラエルに行き、翌年に『死海写本』を上梓。1959年から1960年にかけてはハーヴァード大学で講師を務め、1962年にはカナダ文学研究のためカナダを訪れた。1963年、『冷戦と所得税』を発表し、同年大統領自由勲章を授与される。1972年、脳卒中にたおれ、ニューヨーク州タルコットヴィルで死去した。77歳。酸素吸入器を持ち込んで執筆を続けた最後の一年を送った書斎兼寝室の壁には、ヘブライ語による旧約聖書申命記のモーセの言葉が掲げられていた。

## 文芸批評家としての活動

### 『アクセルの城』
1931年に出版された『アクセルの城：1870年から1930年までの想像文学に関する研究』[1] では、アルチュール・ランボー、オーギュスト・ヴィリエ・ド・リラダン（戯曲『アクセル』の作者）、ウィリアム・バトラー・イェイツ、ポール・ヴァレリー、T・S・エリオット、マルセル・プルースト、ジェイムズ・ジョイス、ガートルード・スタインといった作家を取り上げ、象徴主義文学を概説した。本書の発表により、文芸批評家としてのウィルソンの名は不動のものとなった。

### フィッツジェラルド、ナボコフとの親交
スコット・フィッツジェラルドおよびウラジーミル・ナボコフとの親交は、ウィルソンの批評活動において重要な位置を占めている。フィッツジェラルドはプリンストン大学でウィルソンの1年後輩で、二人は学生時代から友人だった。後にウィルソンは、フィッツジェラルドの遺作となった『ラスト・タイクーン』（未完）を編集して世に送り出すことになる。
1941年、ナボコフ初の英語による小説『セバスチャン・ナイトの真実の生涯』をウィルソンが絶賛し、以後、ウィルソンは西側世界へのナボコフ紹介者としての役割を担うことになる。二人は30年間にわたり多くの書簡 [6] を交わしたが、1964年にナボコフが15年かけ、プーシキン『エヴゲーニイ・オネーギン』の注釈付き英訳を、ボーリンゲン財団の援助で上梓した際、ウィルソンがこれを酷評したため2人の間で論争が起こり、このことは両者の決裂という結果をもたらした。
フィッツジェラルド、ナボコフのほかにウィルソンの批評活動によって高い評価を得るようになった作家として、アーネスト・ヘミングウェイやジョン・ドス・パソス、ウィリアム・フォークナーを挙げることができる。

### 歴史研究
現代文化を全体として捉えようとするウィルソンの著述活動のなかには、純粋な文芸批評の枠を超え出るものも少なくない。1940年に書かれた『フィンランド駅へ』[2] では、ジュール・ミシュレのヴィーコ発見に始まり、マルクスとエンゲルスの共同作業を経て、1917年のレーニンのフィンランド駅到着にいたる、革命思想の展開と社会主義思想の勃興を活写した。ウィルソンの初期の著作には、とりわけフロイトとマルクスの影響が色濃くみられる。また1962年の『愛国の血糊』[4] では南北戦争時代の膨大な文献を駆使してハリエット・ビーチャー・ストウが『アンクル・トムの小屋』によって点火したアメリカの市民戦争の内情を活写し、アメリカにおける戦争のメロドラマ化を批判している。この他には、死海文書の発見とそれをめぐる数々の論争を追った『死海写本』[3] 等が有名である。

## その他の言論活動
ウィルソンはまた、アメリカの冷戦政策への批判者としても知られている。1946年から1955年にかけては所得税の納付を拒否し、これにより内国歳入庁の追及を受けた。1963年に発表された評論『冷戦と所得税：ある抵抗』[5]では、ソ連との軍拡競争の結果、共産主義からの防御政策の名のもとにアメリカ国民の自由が侵害されている、と論じた。また、アメリカのベトナム戦争介入に対しても批判的立場をとった。

## 主要著作
- [1] Axel's Castle: A Study in the Imaginative Literature of 1870-1930, 1931. ISBN 067960233X. 
  - 『アクセルの城－1870年から1930年にいたる文学の研究』 土岐恒二訳、筑摩書房〈ちくま学芸文庫〉、2000年、復刊2010年。ISBN 4480085289
    - 元版：筑摩書房［筑摩叢書］、1972年、復刊1985年
　各・解説は篠田一士。元版はジョイス論など、文庫判に未収録の論考あり

  - 別訳版 『アクセルの城－想像力文学の研究』 大貫三郎訳、角川文庫、1953年／せりか書房、1968年、新版1970年
- [2] To the Finland Station, 1940. ISBN 1568495749. 
  - 『フィンランド駅へ－革命の世紀の群像』 岡本正明訳、みすず書房（上下）、1999年。上：ISBN 4622046784、下：ISBN 4622046792
- [3] The Scrolls from the Dead Sea, 1955. Revised as Dead Sea Scrolls: 1947-1969, 1969. ISBN 0195006658. 
  - 『死海写本－発見と論争 1947-1969』 桂田重利訳、みすず書房、1979年、新版1995年。ISBN 4622001810
- [4] Patriotic Gore:  Studies in the Literature of the American Civil War, New York, NY: Farrar, Straus and Giroux, 1962. ISBN 0393312569. 
  - 『愛国の血糊－南北戦争の記録とアメリカの精神』 中村紘一訳、研究社、1998年。ISBN 4327471895
    - 別訳（抄訳）版『戦争と文学　南北戦争と作家たち』 大竹勝訳、評論社、1974年
- [5] The Cold War and the Income Tax: A Protest, 1963. ISBN 0374526680. 
  - 『エドマンド・ウィルソン批評集 1 社会・文明』 中村紘一、佐々木徹 訳、みすず書房、2005年。ISBN 4622071401
  - 『エドマンド・ウィルソン批評集 2 文学』 中村紘一、佐々木徹、若島正 訳、みすず書房、2005年。ISBN 462207141X
　※各・日本語訳は、複数の著作からの編訳版
- [6] The Nabokov-Wilson Letters: Correspondence between Vladimir Nabokov and Edmund Wilson, 1940-1971, edited by Simon Karlinsky, 1979. ISBN 0060122625. 
  - 『ナボコフ＝ウィルソン往復書簡集 1940-1971』 中村紘一、若島正訳、作品社、2004年。ISBN 4878934859

### 他の著作（日本語訳）
- 『金髪のプリンセス 他2篇』大久保康雄訳、六興出版部、1961年 - Memoirs of Hecate County, 1946。小説（抄訳版）
- 『森林インディアン イロクォイ族の闘い』村山優子訳、思索社（新版・新思索社）、1991年 ISBN 4783511675 - Apologies to the Iroquois, 1960
- 『ジェイムズ・ジョイス　現代作家論』丸谷才一編、早川書房、1974年、新版1992年

論文「H.C.イアリッカーの夢」
- 『アーネスト・ヘミングウェイ　現代作家論』橋本福夫編、早川書房、1980年

論文3篇 「アーネスト・ヘミングウェイの出現」、「スポーツマンの悲劇」、「ヘミングウェイ論-モラルのはかり」
- 『ヘンリー・ミラー　現代作家論』大久保康雄編、早川書房、1980年

論文「祖国離脱者たちのたそがれ」

## 評伝
- ウィルソン夏子『エドマンド・ウィルソン　愛の変奏曲』作品社、2021年。若島正解説
著者（カナダ在住）の夫ルーエル・ウィルソンは、ウィルソンとマッカーシーの息子。ウィルソン日記から読み解いた評伝
  - 『メアリー・マッカーシー　わが義母の思い出』未來社、1996年

旧著で「エドマンド・ウィルソンの出会い」の章を収録